# وینوایلر
وینوایلر (به آلمانی: Winnweiler) یک شهر در آلمان است که در دنرسبرگکرایس واقع شده‌است. وینوایلر ۴٬۷۷۵ نفر جمعیت دارد.